# Samatzai
Samatzai (sardinsky: Samatzài) je italská obec (comune) v provincii Sud Sardegna v regionu Sardinie. Nachází se ve výšce 174 metrů nad mořem a má přibližně 1 500 obyvatel. Rozloha obce je 31,16 km².